# John William Barber

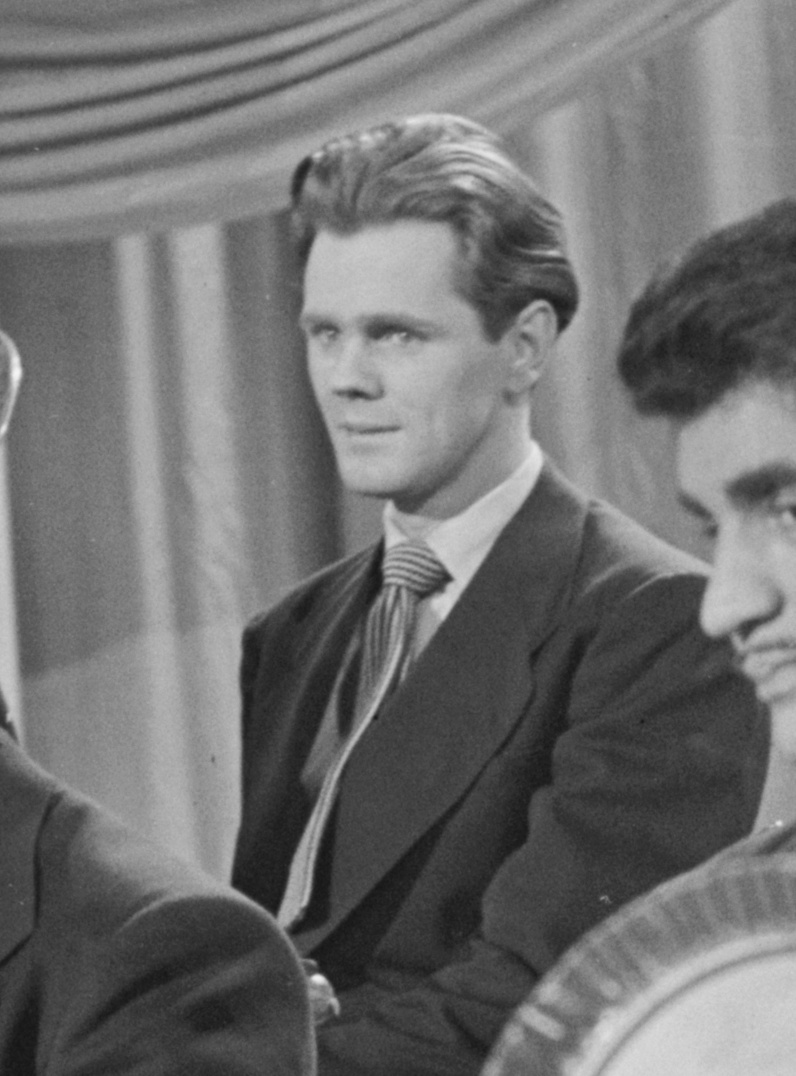
John William Barber

John William „Bill“ Barber (* 21. Mai 1920 in Hornell, New York; † 18. Juni 2007 in Bronxville, New York) war ein US-amerikanischer Tuba-Spieler.
Er erlangte Bekanntheit durch seine Beteiligung an den Birth of the Cool Sessions der Miles Davis Capitol Band sowie den Projekten von Miles und dem Bandleader/Arrangeur Gil Evans.

## Leben und Werk
Barber studierte an der New Yorker Manhattan und Juilliard School of Music. In der zweiten Hälfte der 1940er-Jahre spielte er unter anderem in den Bands von Charlie Ventura und Claude Thornhill, in den 1950er-Jahren im Sauter-Finegan Orchestra und arbeitete mit Pete Rugolo, danach mit Gil Evans. In dessen Orchester nahm er an Projekten mit dem Trompeter Miles Davis teil, wie Miles Ahead 1957, Porgy And Bess 1958, Sketches of Spain 1960, Live At Carnegie Hall 1961 und Quiet Nights 1962. In den Bands von Gil Evans spielte er als Satzmusiker bei dessen wegweisenden Platten Great Jazz Standards 1959, Out of the Cool 1960 und The Individualism of Gil Evans (1963/64) mit. Danach nahm er an Aufnahmen von Ralph Burns und Urbie Green teil (Music for Brass).

## Diskografie (Auswahl)
- Claude Thornhill: Tapestry (Affinity, 1937–47)
- Ralph Burns: Conducts Ralph Burns (Raretone, 1951)
- Miles Davis Nonet: Cool Boppin’ (Fresh Sound, 1948, ed. 1991)
- Miles Davis: Birth of the Cool (Capitol, 1949/50, ed. 1957)
- Eddie Sauter/Bill Finegan: The Sauter-Finegan Orchestra: Directions in Music (RCA, 1952–58; ed. 1989)
- Johnny Mathis: A New Sound In Popular Song (1956)
- Miles Davis & Gil Evans Orchestra: Miles Ahead (Columbia, 1957)
- Miles Davis & Gil Evans Orchestra: Porgy and Bess (Columbia, 1958)
- Miles Davis & Gil Evans Orchestra: Sketches of Spain (Columbia, 1960)
- Gil Evans Orchestra: Out of the Cool (Impulse!, 1961)
- Miles Davis & Gil Evans Orchestra: Live at Carnegie Hall (Columbia, 1961)
- John Coltrane: Africa/Brass (Impulse! Records, 1961)
- Miles Davis & Gil Evans Orchestra: Quiet Nights (Columbia, 1963)
- Gil Evans Orchestra: The Individualism of Gil Evans (Verve Records, 1964)
- Kenny Burrell: Guitar Forms (Verve, 1964/65) mit Gil Evans Orchestra

## Lexikalischer Eintrag
- Richard Cook, Brian Morton: The Penguin Guide to Jazz on CD. 6. Auflage. Penguin, London 2002, ISBN 0-14-051521-6.
- Bielefelder Katalog, 2002